# Diego de Trejo
Diego de Trejo (n. ca. 1595-f. después de 1670) fue un militar del siglo XVII que fue nombrado teniente de gobernador de Santa Cruz de la Sierra hacia 1620 y ocupó interinamente el cargo de gobernador del Tucumán en el año 1663 hasta que llegara el titular del puesto.

## Biografía
Era un nieto del capitán Juan de Trejo, aquel que acompañó al virrey Francisco de Toledo en la campaña contra los indígenas chiriguanos en 1570.
Ocupó hacia 1620 el cargo de teniente de gobernador de Santa Cruz de la Sierra hasta el año 1637. Luego lo asignaron en el puesto de teniente de gobernador de Santiago del Estero en el año 1655 el subsiguiente interinato.
Fue nombrado como gobernador interino del Tucumán desde principios hasta el 18 de noviembre de 1663, y luego fue teniente de gobernador.